# 高田和正
高田 和正（たかだ かずまさ）は、日本の工学者である。群馬大学大学院工学研究科教授。工学博士（東京大学）。専門は光通信、光計測、情報通信工学。

## 略歴
- 1979年　埼玉大学理工学部物理学科卒業。
- 1981年　東京大学大学院理学系研究科物理学専攻修士課程修了。
- 1981年　日本電信電話株式会社(NTT)。工学博士（東京大学）。
- 2002年　群馬大学工学部電気電子工学科教授。
- 2007年　群馬大学大学院工学研究科電気電子工学専攻教授。

## 論文
- 「干渉型光スイッチの高周波領域クロストークの評価および光強度トリマ構造による抑圧」（共著）（『電子情報通信学会技術研究報告』, 113(395), 321-324, 2014年）
- 「インクジェットプリンタを用いたAWG位相誤差トリミング用金属マスクの作製」（共著）（『電子情報通信学会論文集』, (1)/, 260/, 2004年）
- 「1.3μm帯波長固定DFBレーザを参照光源とするAWG位相誤差測定系」（共著）（『電子情報通信学会総合大会講演論文集』, 2004年 ,エレクトロニクス(1), 259, 2004年）
- 「光照射による石英系AWG特性の調節とその信頼性」（共著）（『電子情報通信学会技術報告』,102(37)/, 37-41/, 2002年）
- 「階層構成超多チャネル光合分波回路―超多波長光ネットワークへ向けて」（共著）（『NTT技術ジャーナル』, 14(3)/, 79-82/, 2002年）
- 「位相測定技術と大規模光合分波回路への応用」（共著）（『電子情報通信学会技術研究報告』,OPE, 光エレクトロニクス 101(656), 19-24, 2002年）
- 「紫外レーザー光位相誤差補償技術による石英系AWGの分散低減」（共著）（『電子情報通信学会論文集』, (1)/, 202/, 2001年）
- 「大規模アレイ導波路格子」（共著）（『電子情報通信学会技術研究報告』,LQE, レーザ・量子エレクトロニクス 100(431), 25-30, 2000年）
- 「周波数領域におけるアレイ導波路型回折格子の位相誤差測定」（共著）（『電子情報通信学会論文集』, (2)/, 619/, 2000年）
- 「複合機能光低コヒーレンスリフレクトメータの開発」（共著）（『電子情報通信学会技術研究報告』,OCS, 光通信システム 99(242), 19-24, 1999年）
- 「距離レンジ拡大・高感度OLCRの開発」（共著）（『電子情報通信学会論文集』, (1)/, 371/, 1998年）
- 「アレイ導波路格子型合分波器の分散特性」（共著）（『電子情報通信学会論文集』, (1)/, 277/, 1998年）
- 「位相補償板を用いたアレイ導波路格子の低クロストーク化」（共著）（『電子情報通信学会論文集』, (1)/, 228/, 1997年）
- 「OLCRによるエルビウム添加石英系導波路型光増幅器のゲイン分布測定」（共著）（『電子情報通信学会総合大会講演論文集』 1997年.エレクトロニクス(1), 278, 1997年）
- 「a-Si膜装荷型チャンネル間隔10GHzアレイ導波路格子」（共著）（『電子情報通信学会ソサイエティ大会講演論文集』 1996年.エレクトロニクス(1), 162, 1996年）
- 「石英系光導波路評価用低コヒーレンスリフレクトメータ」（共著）（『電子情報通信学会総合大会講演論文集』 1996年.エレクトロニクス(2), 264-265, 1996年）
- 「外部位相制御によるアレイ導波路格子の特性向上」（共著）（『光波センシング技術研究会講演論文集』 16, 73-76, 1995年）
- 「光サーキュレータを用いた波長可変狭帯域低コヒーレンス光源」（共著）（『電子情報通信学会総合大会講演論文集』 1995年.エレクトロニクス(1), 263, 1995年）
- 「チャンネル間隔10GHzの16x16アレー導波路回折格子形光合分波器」（共著）（『電子情報通信学会総合大会講演論文集』 1995年.エレクトロニクス(1), 253, 1995年）
- 「新波長可変光源を用いた低コヒーレンスリフレクトメータ」（共著）（『電子情報通信学会秋季大会講演論文集』 1994年.エレクトロニクス(1), 241, 1994年）
- 「低コヒーレンスリフレクトメータを用いた半導体導波路損失の測定」（共著）（『電子情報通信学会秋季大会講演論文集』 1994年.エレクトロニクス(1), 240, 1994年）
- 「アレー導波路回折格子形光合分波器における光周波数特性の向上」（共著）（『電子情報通信学会秋季大会講演論文集』 1994年.エレクトロニクス(1), 226, 1994年）
- 「光導波路評価用干渉型後方散乱測定系」（共著）（『光学』 18(11), p618-626, 1989年）
- 「VLSIトレンチ深さ測定技術」（共著）（『光学』 18(1), p15-20, 1989年）
- 「ウエハパターン形成におけるインプロセス深溝計測」（共著）（『精密工学会誌』 54(4), 663-666, 1988年）

## 受賞
- 1988年　電子情報通信学会 篠原記念学術奨励賞
- 2000年　OECC2000 論文賞
- 2001年　エレクトロニクス実装学会 技術賞

## 所属学会
- 電子情報通信学会